# A Week in Paradise
 A Week in Paradise es una película británica de romance de 2022, dirigida por Philippe Martinez, que a su vez la escribió junto a Kate Wood, musicalizada por Bruno Brugnano, en la fotografía estuvo George Burt y los protagonistas son Malin Akerman, Connie Nielsen y Philip Winchester, entre otros. El filme fue realizado por MSR Media y se estrenó el 11 de febrero de 2022.

## Sinopsis
La vida de una celebridad del cine internacional se derrumba cuando los reporteros se enteran de que su marido, un cineasta, está por tener un hijo con la nueva protagonista. Tratando de encontrar alivio y curación, se va a un complejo hotelero en el Caribe.